# Furstendömet Reuss-Gera

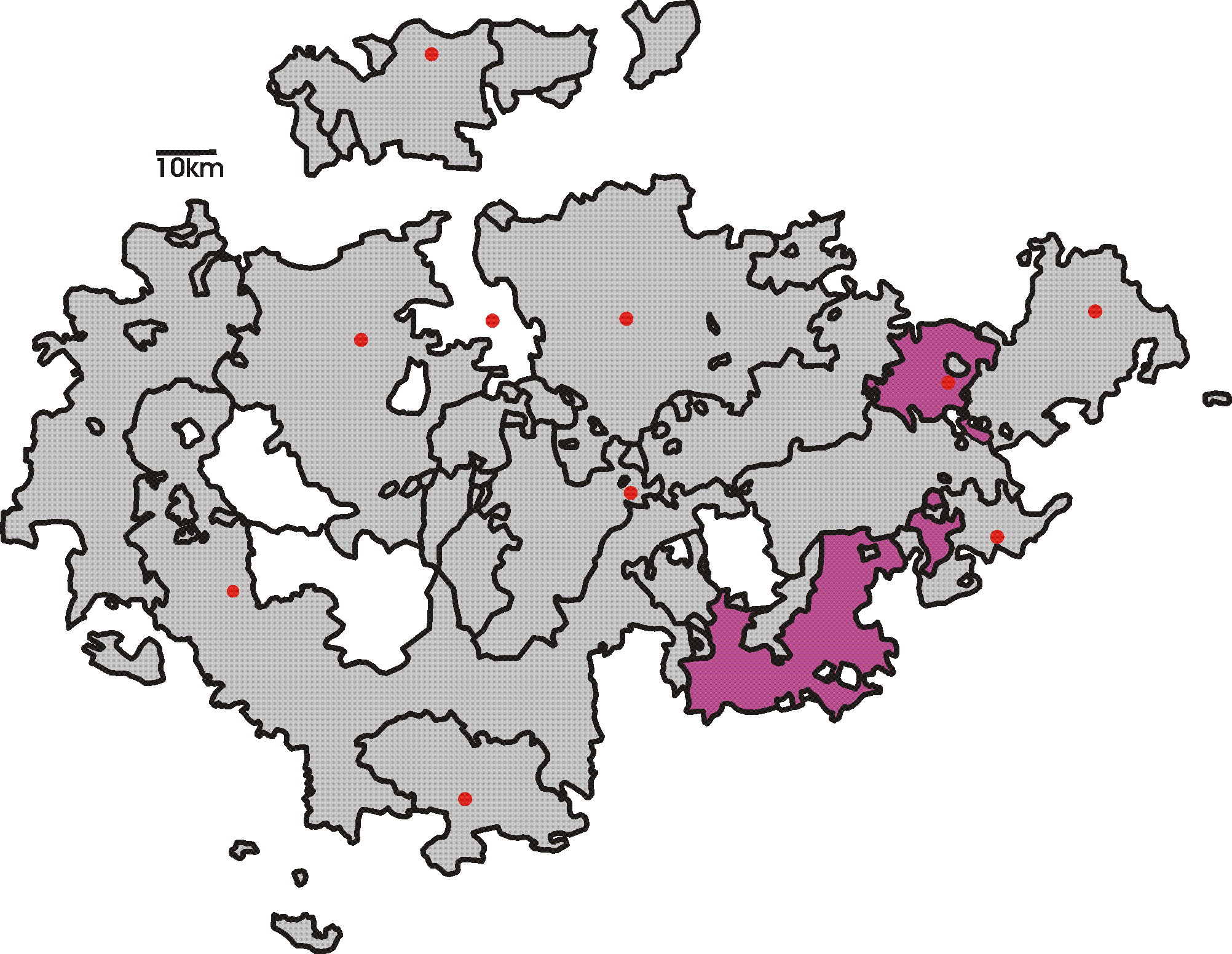
Furstendömet Reuss-Gera i Thüringen.

Furstendömet Reuss-Gera var en mikrostat och ett suveränt furstendöme i Thüringen, vilket styrdes av Huset Reuss' yngre gren åren 1806-1918. Furstendömet var nära sammanflätat med Reuss-Greiz som styrdes av husets äldre gren.
Furstendömet upphörde att existera i samband med tyska revolutionen 1918 och uppgick sedermera i det nya förbundslandet Thüringen.

## Geografi och näringsliv
I allmänhet var landet bergigt, uppfyllt av en del av Thüringerwald, som här kallades Frankenwald. Huvudfloder var Saale och Weisse Elster.
Omkring 37 procent av de båda furstendömena Reuss upptogs av skog, varav i
Reuss-Greiz hälften tillhörde staten och i Reuss-Gera nära hälften var furstens egendom. Jordbruket drevs med omsorg, men fyllde till följd av landets bergiga beskaffenhet inte befolkningens behov av brödföda. Däremot lämnade ladugårdsskötseln avkastning för utförsel. Järnmalm
bröts på flera ställen, och vid Köstritz låg salinen Heinrichshall.
Fabriksrörelsen, särskilt vissa grenar av textilindustrien (yllevävnader och stickade varor), var mycket livlig och hade sina centralpunkter i Greiz, Zeulenroda och Gera. En egen industri bildar tillverkningen av munspel och dragspel i Gera. Industrialster, trävaror, nötkreatur, smör och järn utgöra förnämsta utförselartiklarna.

## Politiska förhållanden och förvaltning
Reuss-Geras sista konstitution antogs 1852 med tillägg 1856, 1871
och 1913 (ny vallag). Regeringen var ärftlig på svärdssidan med förstfödslorätt, om den yngre grenen av huset Reuss utslocknade efterträdde den äldre ätten i Reuss-Greiz.
Båda furstarna av Reuss bar predikatet Durchlaucht och titeln: "suverän furste av Reuss, greve och herre till Plauen, herre till Greiz, Kranichfeld, Gera, Schleiz och Lobenstein, etc".
Lantdagen i Reuss-Gera bestod av 21 ombud, nämligen den furstlige ägaren av Reuss-Köstritz, tre ombud för de högst beskattade och 17 genom allmänna direkta val för fyra år. Förvaltningen leddes av en ministär på tre personer. Högsta domstolsinstansen för både Reuss-Gera och Reuss-Greiz var thüringska Oberlandesgericht i Jena. Reuss-Gera hade fem Amtsgerichte och en med Sachsen-Weimar gemensam
Landgericht i Gera.
Furstendömet hade en representant i tyska riksdagen och en röst i
förbundsrådet. Reuss-Geras budget för 1914-15 upptog de årliga inkomsterna och utgifterna till 3 237 672 mark; statsskulden var 1914 1 040 550 mark. I budgeten upptogs inte utgifterna för civillistan, som har sina inkomster av domänerna.
Furstarna av Reuss-Gera och Reuss-Greiz var mycket rika, då en stor del av furstendömena var deras enskilda egendom. De båda furstendömena uppställde tillsammans med Schwarzburg-Rudolstadt ett infanteriregemente,
tillhörande 11:e armékåren.
Furstendömenas vapen hade fyra fält: i första och fjärde ett upprättstående gyllene lejon i svart (för Reuss), i andra och tredje en gyllene trana (tyska: Kranich) i silverfält (för Kranichfeld).
Tillsammans utdelade de båda furstarna tre hederskors för civila och militära förtjänster. De furstliga residensen var Schloss Osterstein vid Gera och Schleiz.

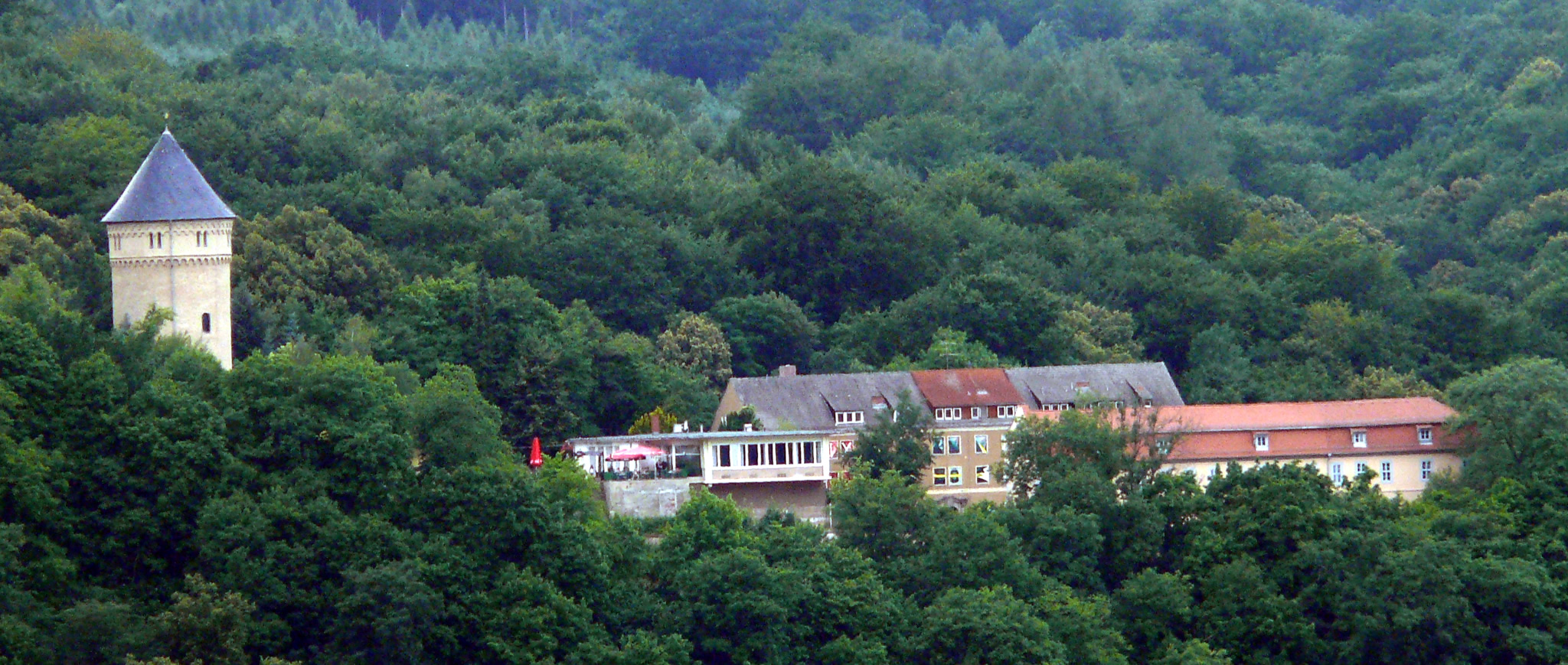
Resterna av Schloss Osterstein som till stora delar förstördes under andra världskriget.